# Abdul Kadir Alauddin Shah di Pahang
Paduka Sri Sultan 'Abdu'l-Kadir 'Ala' ud-din Shah ibni al-Marhum Sultan Zainal-Abidin Shah (... – 1590) è stato sultano di Pahang dal 1560 al 1590 con il fratellastro Abdul Jamal Shah Shah.

## Biografia
Conosciuto come Raja Kadir prima della sua ascesa al trono, era il figlio maggiore del settimo sultano di Pahang Zainal Abidin Shah e di Tun Kamala. Si sposò ed ebbe cinque figli, tre maschi e due femmine. Regnò assieme al fratellastro dal 1560 al 1590, anno in cui furono entrambi assassinati. Gli succedette l'unico figlio avuto con la sua sposa reale, Raja Ahmad.